# Marshall (Michigan)
Marshall é uma cidade localizada no estado americano de Michigan, no Condado de Calhoun.

## Demografia
Segundo o censo americano de 2000, a sua população era de 7459 habitantes.
Em 2006, foi estimada uma população de 7265, um decréscimo de 194 (-2.6%).

## Geografia
De acordo com o United States Census Bureau tem uma área de
15,8 km², dos quais 15,3 km² cobertos por terra e 0,5 km² cobertos por água. Marshall localiza-se a aproximadamente 280 m acima do nível do mar.

## Localidades na vizinhança
O diagrama seguinte representa as localidades num raio de 20 km ao redor de Marshall.